# Давиденко Андрій Анатолійович
Андрі́й Анато́лійович Давиде́нко — український політик, колишній народний депутат України.

## Життєпис
Народився 3 жовтня 1976 року в місті Тернопіль.
Освіта: Тернопільський державний педагогічний університет ім. В. Гнатюка, фізико-математичний факультет (1998), учитель математики, фізики та основ інформатики.
Народний депутат України 6-го скликання з листопада 2007 до грудня 2012 від Блоку «Наша Україна — Народна самооборона», № 62 в списку. На час виборів: радник Керівника Державного управління справами, член УНП. Член фракції Блоку «Наша Україна — Народна самооборона» (з листопада 2007). Член Комітету з питань бюджету (з грудня 2007).
- 1998—2001 — аспірант, 2001—2005 — молодший науковий працівник відділу диференційних рівнянь і теорії коливань Інституту математики НАН України.
- З лютого 2005 — помічник-консультант народного депутата України.
- З квітня 2005 — радник Керівника Державного управління справами.

Колишній голова Житомирської обласної організації УНП (з червня 2008); голова ВМГО «Українська народна молодь» (з квітня 2008).
Державний службовець 4-го рангу (травень 2007).